# 野峠
野峠（のとうげ）は、福岡県京都郡みやこ町犀川帆柱と大分県中津市山国町にまたがる標高700 mほどの峠である。福岡県、大分県境の筑紫山地に位置する。

## 概要
峠には国道496号、国道500号が通っているが、道幅が狭く典型的な峠道となっており、標高が高いため周辺には、キャンプ場やスキー場などもある。しかし冬場は、路面凍結などでチェーン規制などの交通規制が出る場合が多く、積雪の多いときには通行止めになる場合もある。また、夏場は大雨、台風による災害が発生しやすく、長期間の通行止めなどの交通規制になる場合がある。異常気象時は通行止めが行われる。